# Enrique Sánchez Carballo
Enrique Alejandro Sánchez Carballo (Heredia, San José, 24 de abril de 1977) es un político y periodista costarricense que se desempeñó como diputado por el duodécimo lugar de la provincia de San José en la Asamblea Legislativa de Costa Rica, por el Partido Acción Ciudadana (PAC) durante el periodo legislativo 2018-2022. Sánchez es considerado como el primer diputado abiertamente gay en la Asamblea Legislativa de Costa Rica.

## Biografía
Nació en Heredia, el 24 de abril de 1977. Cursó la educación primaria en la Escuela Cubujuquí, en el cantón de Heredia, y la educación secundaria en el Liceo Samuel Sáenz Flores. Posteriormente, ingresa a la Universidad de Costa Rica (UCR) donde estudió Ciencias de la Comunicación Colectiva con énfasis en Periodismo. 

### Carrera política
Entre enero de 1997 y junio del 2000, Sánchez se desempeña como productor y periodista en Radio Monumental 93.5 F.M., Noticias Monumental y en los programas Nuestra Voz y Confrontación, y entre julio del 2000 y agosto del 2007 trabaja como jefe de información del noticiario ECO News, del Grupo Radiofónico TBC S.A. 
En mayo de 2011, y hasta octubre de 2013, labora como asesor en la Presidencia y despacho del diputado Juan Carlos Mendoza García, del Partido Acción Ciudadana (PAC). En agosto de 2012, Sánchez se integra como miembro fundador al Movimiento Esperanza, grupo que representa a una de las alas progresistas del Partido Acción Ciudadana. y entre septiembre de 2012 y julio de 2013, se desempeña como jefe de campaña del precandidato del PAC y del Movimiento Esperanza para las elecciones presidenciales del 2014, Juan Carlos Mendoza. Entre octubre de 2013 y abril de 2014, después de la Convención Nacional Ciudadana de 2013, Sánchez se desempeña como coordinador nacional de la organización territorial de la campaña del candidato presidencial del PAC, Luis Guillermo Solís.
Entre mayo de 2014 y abril de 2015, se desempeña como asesor del Ministro de Trabajo y Seguridad Social, Víctor Morales Mora, y entre abril de 2015 y marzo de 2016, Sánchez labora como consultor de la Organización Internacional del Trabajo (OIT). Seguidamente, entre agosto de 2016 y febrero de 2018, asume como asesor de la Dirección General del Sistema Nacional de Radio y Televisión (SINART). En 2017, y hasta la actualidad, Sánchez se desempeña como presidente del Comité Ejecutivo Provincial de San José del Partido Acción Ciudadana.
En septiembre de 2017, fue elegido candidato a diputado por el cuarto lugar de la provincia de San José para las elecciones de 2018, elección en la cual ganaría su partido con el candidato Carlos Alvarado Quesada, así como él mismo, convirtiéndose así en el primer diputado abiertamente gay en la historia de la Asamblea Legislativa de Costa Rica. Dentro de la Asamblea Legislativa, Sánchez integró comisiones como Asuntos Jurídicos, Seguridad y Narcotráfico, de Nombramientos, Derechos Humanos y Tecnología y Educación. Además para el período 2020-2021 fungió como Jefe de la Fracción oficialista, Partido Acción Ciudadana.